# Chlévský hnůj
| Pohledněme na tyto Číňany, kteří mnohému neznalci často za terč vtipu slouží, jak si hnoje lidského váží. Číňan – a třeba byl zámožný – nenechá svých vývržků nikde ležeti; on má sebou svou nádobu s pevně přiléhající pokličkou, v níž jsa od domova vzdálen – vývržků svých uschová a domů přináší. |
| |

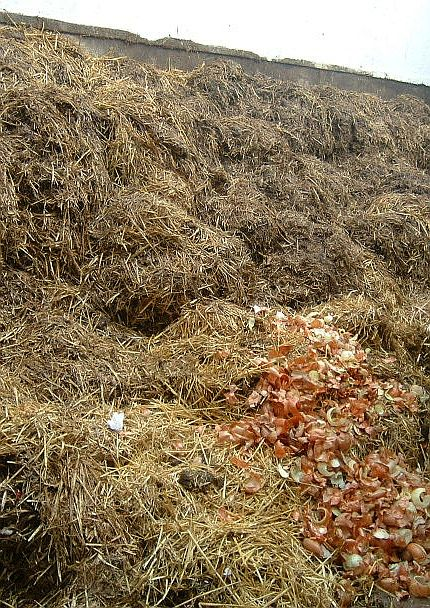
Hnůj

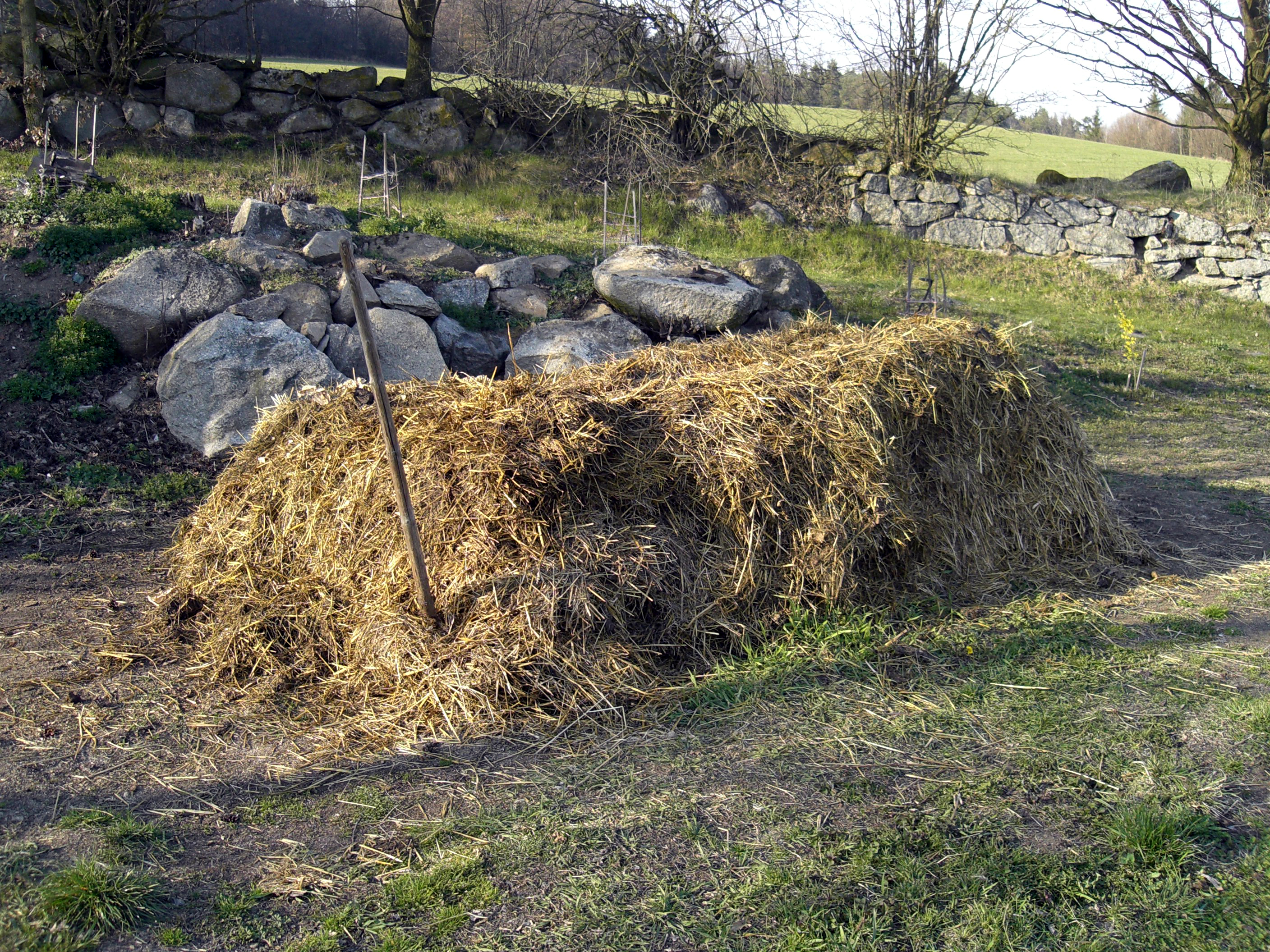
Hnojiště na českém venkově

Chlévský hnůj nebo zkráceně hnůj je tuhé statkové hnojivo vzniklé fermentací chlévské mrvy – směsi tuhých a tekutých výkalů hospodářských zvířat (zejména skotu) – a podestýlky, kterou může být sláma, piliny nebo pazdeří.

Rozdíl mezi chlévským hnojem a chlévskou mrvou je v tom, že mrva neprošla procesem zrání čili procesem mineralizace a humifikace. Chlévský hnůj je tedy vyzrálá chlévská mrva.

Chlévský hnůj i čerstvá chlévská mrva jsou používány jako hnojivo i k jiným účelům. Kvalitní kompostovaný hnůj, rozložený s omezeným přístupem vzduchu, je cenným hnojivem. Chlévský hnůj i čerstvá chlévská mrva, jsou-li použity jako hnojivo, zlepšují fyzikální a chemické vlastnosti půdy a mikrobiální poměry v půdě.

## Vlastnosti

### Fyzikální
Vyzrálý hnůj je heterogenní, ale souvislá hmota, v níž stále lze oddělit zbytky steliva od ostatní hmoty. V povrchových vrstvách je nerozložená sláma nebo zbytky podestýlky, pod níž je hnůj hnědočerný, ve spodních vrstvách skládky je hnůj nazelenalý, černající ve styku se vzduchem. Hnůj, stejně jako mrva, zřetelně páchne amoniakem.

### Chemické
Obsah dusíku i organických látek závisí na původu, technologii chovu, ročním období a krmivu, použité podestýlce a jejím množství, způsobu, jakým byla mrva uskladněna, kompostována na hnojišti, a na úpravě hnojiště, počasí a také na stupni rozkladu mrvy. V nejhorším případě ze slamnaté mrvy zůstane jen rozkládající se sláma, z níž jsou vyplaveny všechny živiny. Takové „hnojivo“ způsobuje při použití úbytek živin.

Obsah látek v chlévském hnoji je v následující tabulce pouze orientační.
| ukazatel        | skot | koně | ovce | drůbež    |
| --------------- | ---- | ---- | ---- | --------- |
| sušina          | 24,0 | 25,0 | 25,0 | 31,0      |
| organické látky | 17,0 | 20,0 | 20,0 | 25,0      |
| N celkový       | 0,48 | 0,65 | 0,85 | 2,80      |
| P               | 0,11 | 0,13 | 0,14 | 1,25      |
| K               | 0,51 | 0,52 | 0,66 | 1,23      |
| Ca              | 0,37 | 0,21 | 0,25 | 0,25–1,00 |
| Mg              | 0,08 | 0,11 | 0,12 | 0,06–0,08 |

## Přeměna chlévské mrvy v hnůj
Zrání mrvy v hnoji je činností různých skupin mikroorganismů, zejména bakterií, plísní a aktinomycet. Při tomto dynamickém procesu dochází k částečné mineralizaci amoniakálních složek a rozkladu polysacharidů. Z pohledu kvality vyrobeného hnojiva je nejefektivnějším způsobem kompostování chlévské mrvy, které se však v praxi nerozšířilo kvůli vyšším nákladům a větší pracnosti.

### Dynamika
O intenzitě těchto procesů rozhoduje přístup vzduchu (kyslík), vlhkost prostředí a teplota. Za přístupu vzduchu postupuje odbourávání organických látek mnohem rychlejší než v anaerobních podmínkách. V aerobních podmínkách však vznikají velké ztráty organických látek a především cenného dusíku, který se rychle vytrácí v amoniakální formě.
Při omezeném přístupu vzduchu (za mírné anaerobiózy) jsou organické látky z chlévské mrvy pouze částečně odbourávány a tvoří se více metanu, který brání rozkladu organických látek na oxid uhličitý, vodu, čpavek a popeloviny.
Rozklad chlévské mrvy nemá na hnojišti proběhnout úplně.

## Použití
Efekt použití hnoje či mrvy jako hnojiva závisí nejen na kvalitě samotného hnojiva, ale také na kvalitě zaorání (zaorání s předradličkou). Rozhodnutí, zda ke hnojení použít hnůj, nebo mrvu, závisí také na harmonogramu prací, na době a způsobu skládkování hnoje či mrvy.

### Hnojivo
Hnůj a chlévská mrva jsou stájovými hnojivy, která zlepšují fyzikální a chemické vlastnosti půdy a mikrobiální poměry v půdě. Kromě základních prvků obsahují mikroprvky důležité pro rostliny a významné organické zbytky důležité pro mikrofloru a mikrofaunu v půdě (edafon).

### Zdroj tepla
Chlévská mrva a chlévský hnůj se používají i v pařeništích, ve kterých je při rozkladu hnoje či čerstvé mrvy zadržováno uvolňované teplo. Na stejném principu bylo teplo využíváno např. při přezimování citrusů a jiných subtropických rostlin v 17.–19. století: rostliny byly zazimovány ve snížených terénních úpravách, kam byl navezen hnůj. Nadzemní části musely být proti mrazům kryty nastýlkou větví a slámy. Současně bylo nutné odvětrat amoniak, který je v plynné formě (ve vyšší koncentraci) pro rostliny toxický.

## Náhrady chlévského hnoje
Jako náhrada chlévského hnoje při hnojení se často volí zaorání posklizňových zbytků pohnojených průmyslovými hnojivy s obsahem dusíku. Tento postup podpoří rozklad organických látek a rozvoj mikroflory. Výsledek není totožný s hnojením hnojem nebo chlévskou mrvou. Rovněž se jako náhrada hnoje či mrvy užívá sláma s přídavkem močůvky či kejdy. To bývalo řešení při roštovém způsobu chovu skotu, kdy zbývala sláma a nebyl dostatek hnoje.

Významný rozdíl v použití má kompostovaný rozložený hnůj, zemina hnojovatka.

## Nevýhody a rizika
- Obsahuje velké množství semen plevele.
- Hnojiště v blízkosti vodního zdroje může způsobit znečištění vody.
- Mnohé rostliny hnojení hnojem nebo chlévskou mrvou nesnesou nebo nepotřebují; hnojení může nebo musí být zařazeno do druhé a další tratě nebo se místo hnoje či mrvy použije kompost či hnojovatka.
- V roce 2007 bylo zjištěno, že v kukuřici, hlávkovém salátu a bramborách se hromadí antibiotika z půdy ošetřené hnojem s obsahem antibiotik (podávaných skotu v léčebných i nižších dávkách). Ekologičtí zemědělci tak mohou za určitých podmínek pěstovat produkty s vyšší akumulací antibiotik než neekologičtí.[3] [4]